# Kaufungen
Kaufungen est une commune d'Allemagne, proche de Cassel, dans le land de Hesse.
Cunégonde de Luxembourg, épouse de l'empereur Henri II, y fonda un monastère de religieuses où elle se retira en 1025 et où elle mourut en 1033 ou 1039.

## Géographie
Le village de Kaufungen se situe à l'Est de la vallée de la Losse (de) et est entouré du Kaufunger Wald et de la Söhre. Il fait partie du parc naturel Frau-Holle-Land. 
Kaufungen borde les villages de Niestetal et Nieste au nord, Söhrewald au sud, Lohfelden au sud-ouest et Helsa à l'est. 

### Structure
Kaufungen se divise en 
- Oberkaufungen, le quartier qui est à l'ouest et
- Niederkaufungen qui contient aussi le quartier nommé Kaufungen-Papierfabrik. Il y a environ 40 ans, Papierfabrik était uniquement un quartier industriel mais il s'est transformé en un quartier résidentiel avec une variété de nouvelles constructions.